# Джайя Шри Маха Бодхи
Джайя Шри Маха Бодхи — фикус священный в Анурадхапуре, Шри-Ланка. Выращено из отростка Дерева Бодхи, под которым принц Гаутама достиг просветления и стал Буддой. Дерево высажено в 288 году до н. э. и является одним из старейших деревьев и старейшим живым деревом, посаженным человеком.
Дерево растёт на террасе, возвышающейся на 6,5 м над землёй. Для буддистов Шри-Ланки и всего мира оно является одной из главных святынь. Во времена царя Кирти Шри Раджасингхи (1747—1782) вокруг дерева была установлена ограда для защиты от диких слонов.

## История
Дерево было высажено в III веке до нашей эры царём Деванампией Тиссой (англ. Devānāmpiya Tissa) из отводка Дерева Бодхи, который привезла старшая буддийская монахиня Сангхамитта, дочь императора Ашоки. О том, в какой год это произошло, опубликованы противоречивые сведения: «Книга рекордов Гинесса», The Mahavamsa.org в комментарии к переводу Махавамсы на английский язык, а также ряд авторов статей в новостных изданиях называют 288 г. до н. э., Герберт Уэллс в книге «The Outline of History» — 245 г. до н. э. Так было исполнено одно из пяти последних пожеланий Гаутамы Будды. Высадка отводка Дерева Бодхи сопровождалась пышной торжественной церемонией; Тиссе помогали знатные люди Каджарагама (Kājaragāma), Чандангама (Candanagāma) и Тивакка (Tivakka); Сангхамитта и её брат, старший монах Махинда, присутствовали при этом. Отводок укоренился восемью корешками, вырос в большое дерево, давшее плоды и семена. Потом от него взяли восемь новых отводков, и из них вырастили такие же деревья в Джамбуколе, в деревне Тивакка (Tivakka), в Тхурапаме (Thūpārāmā), в Иссараманараме (Issaramanārāma), при дворе Падхамачетьи (Pathamacetiya), в Четьягири (Cetiyagiri), Каджарагаме (Kājaragāma) и Чандагаме (Candanagāma).
Многие поколения королевской семьи в Анарадхапуре берегли это дерево столетиями, благоустраивали территорию вокруг него, и вблизи Анарадхапуры появилась целая деревня людей, охраняющих дерево Бодхи и заботящихся о нём. Царь Васабха (синг. වසභ රජ) (правил предположительно с 65 по 107 г. н. э.) установил четыре статуи Будды с четырёх сторон от священного дерева. Царь Вохарика Тисса (214—236) добавил металлические статуи, Маханга (синг. මහානාග රජ) (214—236) сделал канал с водой вокруг дерева, а Сена II (846—866) восстановил этот канал. Кандийский царь Кирти Шри Раджасинха (там. கீர்த்தி சிறீ இராஜசிங்கன்) (1747—1782) огородил участок 35 на 55 футов (11 на 17 метров) вокруг дерева забором высотой в 35 футов (11 м), чтоб защитить его от диких слонов, приходивших поедать листья. Этот забор называется «Уда Малува» (Uda Maluwa). Позднее старший монах Паллегама Реватха (Pallegama Rewatha Thera) высадил вокруг дерева много других священных фикусов, чтоб замаскировать старое дерево и уберечь его от жестоких людей, ураганных ветров и других бедствий.
Дерево росло более двух тысяч лет. В 1907 году оно было 9,8 м в высоту и 2,49 м в обхвате. Дерево и участок 19 на 17 метров вокруг него оградили забором высотой 6,4 м. Внутри забора растут ещё десять деревьев того же вида, и находится повреждённая кирпичная статуя Будды, построенная во времена царя Тиссы и показывающая, какое из деревьев основное. Из четырёх плодов основного дерева были взяты семена, и из них вырастили ещё 32 дерева в окрестности.
В 1985 году бывший директор Ботанических садов Перадении Батхия Сумитхраараччи (Bathiya Sumithraarachchi) с командой ботаников и почвоведов произвёл замену почвы под деревом на специально подобранную, очищенную от вредных для дерева насекомых и грибов, удобренную натуральными удобрениями. Вскоре после этого дерево перестало болеть. Но в том же году 14 мая «Тигры освобождения Тамил-Илама» учинили массовое убийство в Анурадхапуре, жертвами которого среди прочих стали несколько монахов, монахинь и мирских паломников, которых боевики застрелили около Джайя Шри Маха Бодхи.

## Пояснения
1. ↑  Не согласуется с другими данными о годах жизни Сангхамитты и Махинды.
2. ↑  англ. Botanical Gardens of Peradeniya